# Sergej Tanejev
Sergej Ivanovitj Tanejev (russisk: Сергей Иванович Танеев ; født 25. november 1856 i Vladimir, død 19. juni 1915 i Djutkovo) var en russisk komponist, pianist, musikpædagog og forfatter.
Tanejev var på Moskva musikkonservatorium elev af Pjotr Tjajkovskij. 
Han var solist ved uropførelsen af Tjajkovskijs første klaverkoncert. 
Han skrev fire symfonier, orkesterværker, operaer etc.

## Udvalgte værker
- Symfoni nr. 1 (i E-mol) (1873-1874) - for orkester
- Symfoni nr. 2 (i H-dur) (1878) - for orkester
- Symfoni nr. 3 (i D-mol) (1884) - for orkester
- Symfoni nr. 4 (i C-mol) (1898) - for orkester
- 9 Strygekvartetter (1890-1905)
- "Oresteia" (1884-1894) – opera-trilogi